# تاریخ جهان (قسمت ۲)
تاریخ جهان (انگلیسی: History of the World, Part II) یک مجموعهٔ تلویزیونی محدود آمریکایی در ژانر کمدی طرح‌دار (اسکچ کمدی) است که توسط مل بروکس، واندا سایکس، نیک کرول، آیک بارینهولتز و دیوید استَسِن نوشته و تهیه شده است. این مجموعه دنباله‌ای بر فیلم تاریخ جهان تولید شده در سال ۱۹۸۱ به نویسندگی و کارگردانی مل بروکس است و در قالب طرح‌هایی طنزآمیز، به بازسازی و هجو رویدادهایی از دوره‌های مختلف تاریخ و افسانه‌های بشری می‌پردازد. این مجموعه در تاریخ ۶ مارس ۲۰۲۳ از شبکهٔ هولو پخش شد.

## بازیگران
بازیگران این مجموعه شامل گروه بزرگی از افراد هستند که هستهٔ اصلی آن را چند بازیگر ثابت تشکیل می‌دهند؛ این افراد همچنین از نویسندگان سریال نیز به‌شمار می‌روند.

### اصلی
- مل بروکس در نقش راوی اورسن ولز به‌عنوان راوی در فیلم «تاریخ جهان (قسمت اول)» (۱۹۸۱) حضور داشت.
- واندا سایکس در نقش شخصیت‌های مختلفی از جمله هریت تابمن، بسی کلمن و شرلی چیزم.
- نیک کرول در نقش شخصیت‌های مختلف، از جمله اشماک مادمن، یهودا، گالیله، هنری کیسینجر و یافث.
- آیک بارینهولتز در نقش شخصیت‌های مختلف، از جمله یولیسیز سایمن گرانت، الکساندر گراهام بل، لئون تروتسکی و تئودور روزولت.

## انتشار
دو قسمت نخست این مجموعه در تاریخ ۶ مارس ۲۰۲۳ در سرویس هولو پخش شد و قسمت‌های باقی‌مانده در سه روز بعد منتشر شدند. این مجموعه به‌طور هم‌زمان در سطح بین‌المللی نیز به‌عنوان یک سریال اوریجینال در دیزنی پلاس، در بخش ویژهٔ استار (دیزنی پلاس)، در دیزنی پلاس هات‌استار در هند، و در استار پلاس در آمریکای لاتین منتشر شد.